# Los Angeles Clippers 1995-1996
La stagione 1995-96 dei Los Angeles Clippers fu la 26ª nella NBA per la franchigia.
I Los Angeles Clippers arrivarono settimi nella Pacific Division della Western Conference con un record di 29-53, non qualificandosi per i play-off.

## Roster
| N° | Naz.                   | Ruolo | Sportivo            | Anno | Alt. | Peso |
| -- | ---------------------- | ----- | ------------------- | ---- | ---- | ---- |
| 2  | Stati Uniti (bandiera) | G     | Pooh Richardson     | 1966 | 185  | 82   |
| 7  | Stati Uniti (bandiera) | A     | Lamond Murray       | 1973 | 201  | 107  |
| 8  | Stati Uniti (bandiera) | AC    | Brian Williams      | 1969 | 206  | 107  |
| 21 | Stati Uniti (bandiera) | G     | Malik Sealy         | 1970 | 203  | 86   |
| 24 | Stati Uniti (bandiera) | G     | Terry Dehere        | 1971 | 188  | 86   |
| 25 | Stati Uniti (bandiera) | A     | Logan Vander Velden | 1971 | 203  | 98   |
| 31 | Stati Uniti (bandiera) | G     | Brent Barry         | 1971 | 198  | 84   |
| 35 | Stati Uniti (bandiera) | A     | Loy Vaught          | 1968 | 206  | 104  |
| 40 | Stati Uniti (bandiera) | AC    | Antonio Harvey      | 1970 | 211  | 102  |
| 45 | Stati Uniti (bandiera) | A     | Bo Outlaw           | 1971 | 203  | 95   |
| 51 | Stati Uniti (bandiera) | AC    | Keith Tower         | 1970 | 211  | 113  |
| 52 | Stati Uniti (bandiera) | GA    | Eric Piatkowski     | 1970 | 201  | 98   |
| 53 | Stati Uniti (bandiera) | C     | Stanley Roberts     | 1970 | 213  | 129  |
| 54 | Stati Uniti (bandiera) | A     | Rodney Rogers       | 1971 | 201  | 107  |

## Staff tecnico
- Allenatore: Bill Fitch
- Vice-allenatori: Jim Brewer, Barry Hecker, Bob Ociepka
- Preparatore atletico: Keith Jones